# Transilien

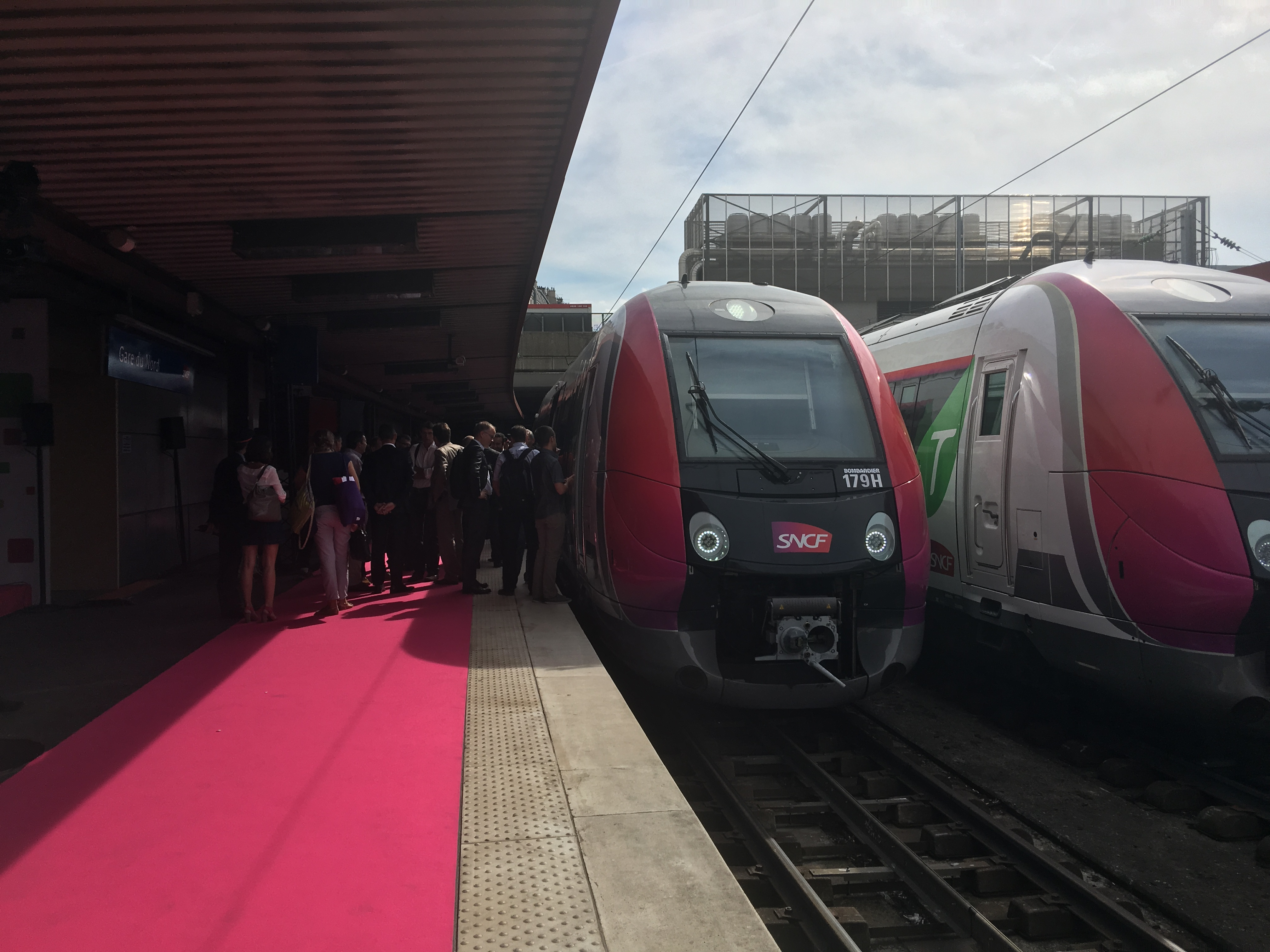
Järnvägsstationen Paris Nord (Gare du Nord)

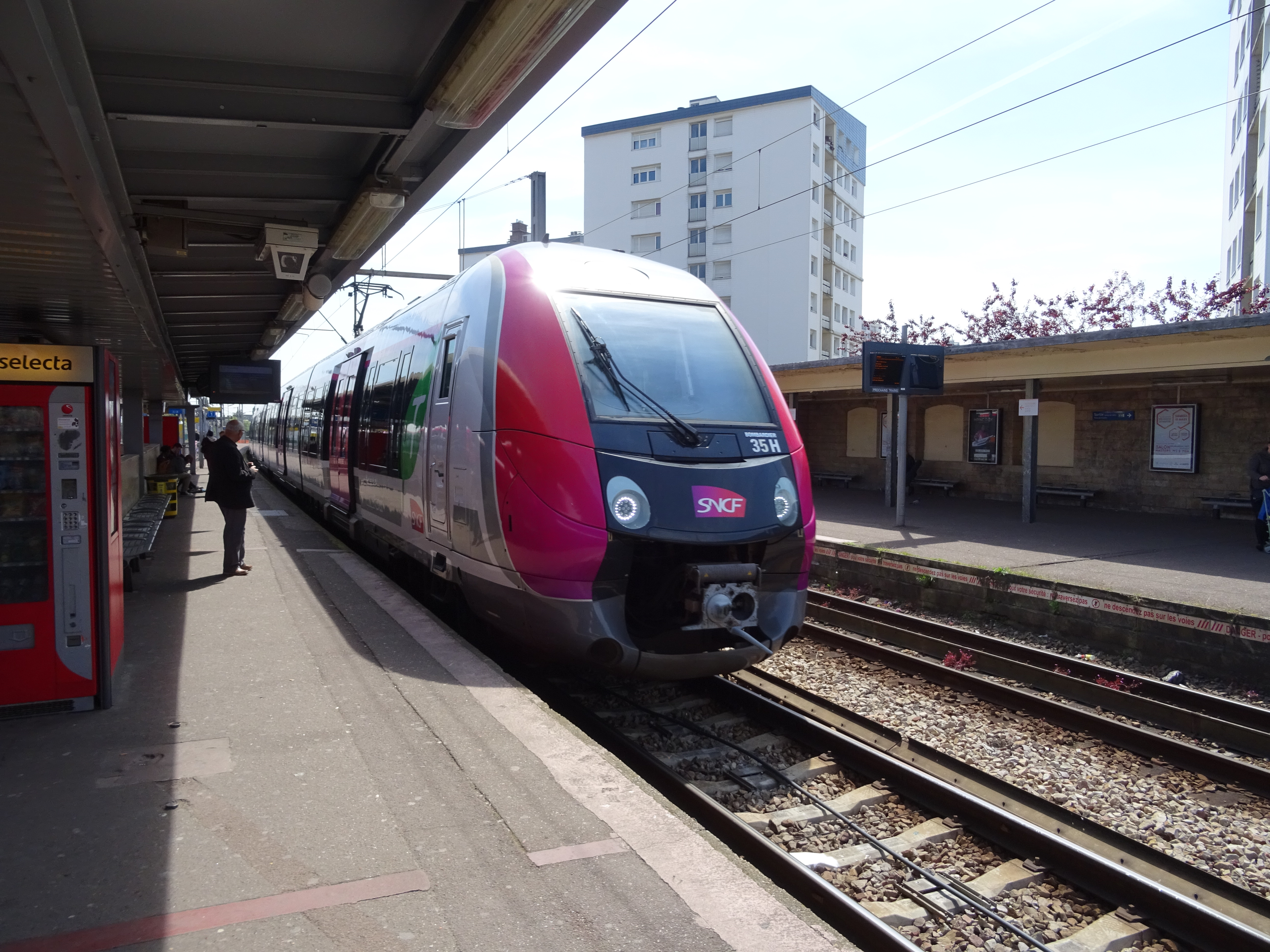
Järnvägsstationen Epinay-Villetaneuse

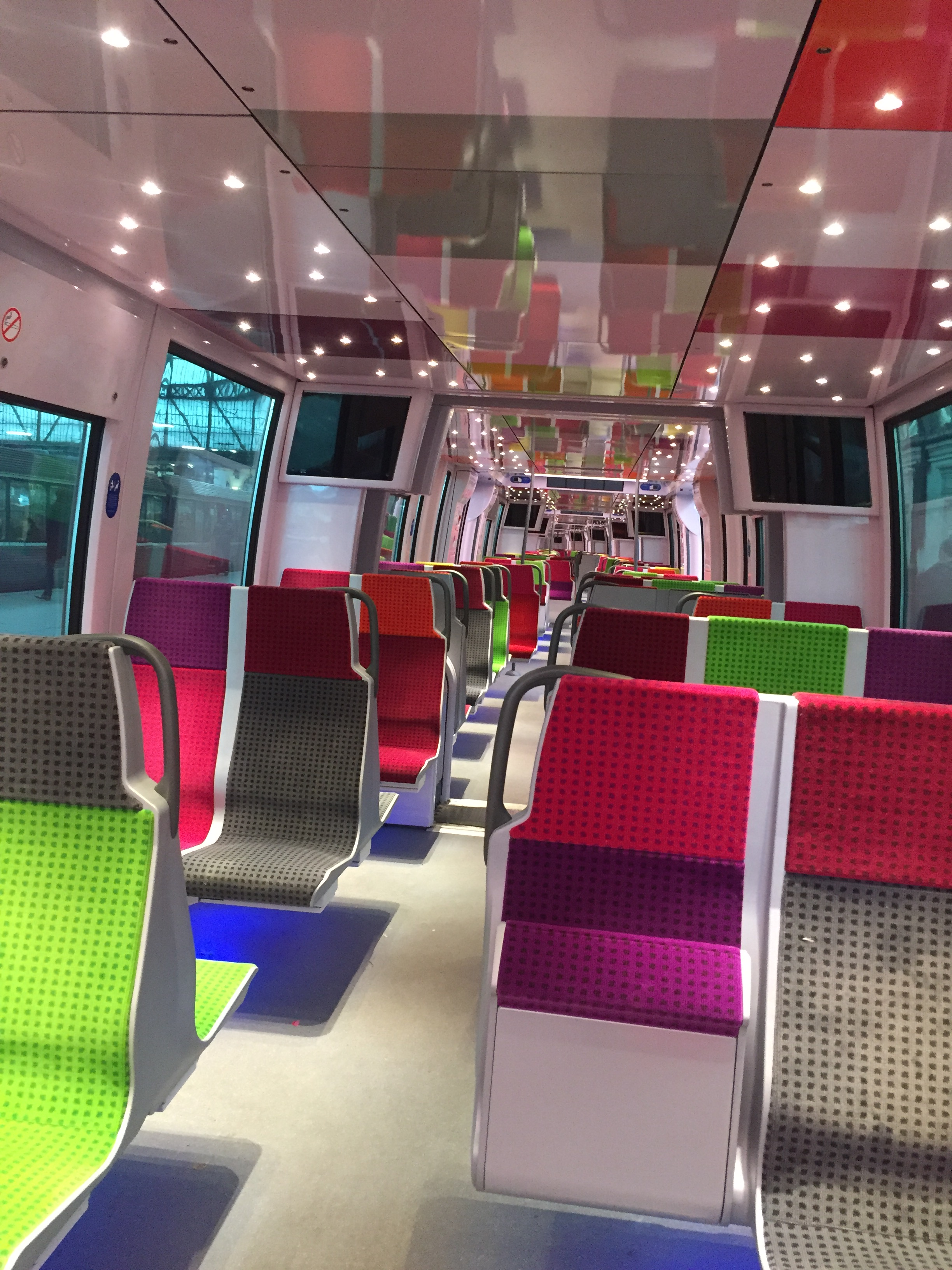
Interiör av ett Transilientåg

Transilien är ett pendeltågssystem, där tågen utgår från stora järnvägsstationer i Paris och går upp till 100 km bort. Transilien trafikerar Paris förorter, främst i regionen Île-de-France i Frankrike. Området stämmer inte överens exakt med de administrativa gränserna för regionen: tågen trafikerar också en del stationer i Normandie, Picardie och Centre-Val de Loire. Ett par stationer som ligger i utkanten av regionen trafikeras inte av nätverket, utan endast av trains express régionaux (TER), regiontågen i de angränsande regionerna. 
Transilien driver tillsammans med RATP två av de innergående pendeltågslinjerna inom Réseau Express Régional (RER): linje A och linje B. Transilien driver även tre andra linjerna i detta nätverk: linje C, linje D och line E. Réseau Express Régional (RER) går genom tunnlar från ena sidan Paris till den andra (E-linjen kör endast från centrum till öster men kommer att förlängas västerut 2020). 
I detta nätverk ingår också nio andra "Transilien"-linjer som inte är RER (linjerna H, J, K, L, N, P, R, U och T4), som börjar och slutar i Paris största järnvägsstationer, med två undantag: linje U, som förbinder Saint-Quentin-en-Yvelines communauté d’agglomération med affärsdistriktet La Défense, och spårvagn linje T4, som förbinder stationerna i Aulnay-sous-Bois och Bondy.
Transilien är, på samma sätt som TER och TGV, ett varumärke som ägs av SNCF Mobilités. Det bildades den 20 september 1999. Det driver endast passagerartåg och järnvägsstationer som förvaltas av "Île-de-France-avdelningen" av SNCF Mobilités. På grund av detta är de linjer som drivs av RATP (en del av linjerna RER A och RER B) inte en del av Transilien. Det nät av järnvägar som ägs av SNCF Réseau används även av snabbtåg, till och med TGV, Intercités, andra transportföretag (Renfe, DB, Eurostar, Thalys, Venice-Simplon-Orient-Express etc) och av godståg.

## Linjer

### Transilien P, från stationenParis Est
- till Meaux
- till Crouy-sur-Ourcq – La Ferté-Milon
- till Nanteuil-Saâcy – Château-Thierry
- till Esbly – Crécy-la-Chapelle
- till Longueville – Provins
- till Coulommiers
- till La Ferté-Gaucher

### Transilien H och K, från stationenParis Nord
- till Dammartin Juilly Saint-Mard – Crépy-en-Valois
- till Luzarches
- till Persan-Beaumont via Montsoult-Maffliers eller via Ermont-Eaubonne
- till Pontoise – Persan-Beaumont – Bruyères-sur-Oise – Creil

### Transilien J och L, från stationenParis Saint-Lazare
- till Cormeilles-en-Parisis
- till Pontoise
- till Chars – Gisors
- till Mantes-la-Jolie par Conflans
- till Poissy – Mantes-la-Jolie
- till Port-Villez – Vernon
- till Bréval – Évreux (via Mantes-la Jolie)
- till Cergy-le-Haut
- till Saint-Cloud
- till Versailles Rive Droite
- till Saint-Nom-la-Bretèche
- mellan Saint-Germain-en-Laye-Grande ceinture och Noisy-le-Roi via Saint-Nom-la-Bretèche

### Transilien U, från stationenParis La Défense
- till La Verrière

### Transilien N, från stationenParis Montparnasse
- till Mantes-la-Jolie via Plaisir-Grignon
- till Houdan – Dreux
- till Rambouillet

### Transilien R, från stationenParis Lyon
- till Montereau via Melun – Moret-Veneux-les-Sablons
- till Souppes-Château-Landon – Montargis
- mellan Melun och Montereau via Héricy